# Ying’e He
Der Ying’e He (chinesisch 英額河 / 英额河, Pinyin Yīng’é Hé) ist ein Fluss in der Provinz Liaoning, Volksrepublik China und vereinigt sich beim Zusammenflusse mit dem Hong-Fluss zum Hun-Fluss (auf der Karte ist der Zusammenfluss da, wo der Hun-Fluss anfängt). 
Er entspringt ca. 500 m westlich von Changshan Baocun und fließt Richtung Südwesten,  durchquert die Großgemeinde Qingyuan im Autonomen Kreis Qingyuan der Manju und trifft sich kurz danach mit dem Hong-Fluss. Ab dem Zusammenfluss heißt das Gewässer Hun-Fluss.